# Fria (prefektur)
Fria är en prefektur i Guinea.   Den ligger i regionen Boke Region, i den västra delen av landet, 100 km norr om huvudstaden Conakry. Antalet invånare är 82 073. Arean är 2 016 kvadratkilometer. Fria gränsar till Telimele Prefecture, Préfecture de Dubréka och Boffa. 
Terrängen i Fria är lite kuperad.
Följande samhällen finns i Fria:
- Fria
- Toromélun
- Kimbo